# Zamarada ekphysis
Zamarada ekphysis är en fjärilsart som beskrevs av Fletcher 1974. Zamarada ekphysis ingår i släktet Zamarada och familjen mätare. Inga underarter finns listade i Catalogue of Life.